# Limenitis schaljapini
Limenitis schaljapini är en fjärilsart som beskrevs av Kardakoff 1928. Limenitis schaljapini ingår i släktet Limenitis och familjen praktfjärilar. Inga underarter finns listade i Catalogue of Life.